# Diego de Alvarado Huanitzin
Diego de Alvarado Huanitzin, o Panitzin (... – 1539), è stato un nobile Nahua del XVI secolo. Era uno dei nipoti di Axayacatl, ed iniziò la carriera come tlatoani di Ecatepec prima di divenire tlatoani di Tenochtitlán, e suo primo governatore nel sistema governativo coloniale spagnolo.

## Biografia
Fu nominato tlatoani di Ecatépec da Montezuma nell'anno 2 coltello di selce, dopo la morte di Chimalpilli II. Moctezuma era già prigioniero di Hernán Cortés a Tenochtitlán, ed il popolo di Ecatepec lo accettò come re nascondendolo assieme alla madre.
Dopo la caduta di Tenochtitlan fu uno dei cinque signori aztechi catturati da Cortés assieme a Cuauhtémoc, la cihuacohuatl Tlacotzin,  Oquiztzin e Motelchiuhtzin. Come loro fu torturato, gli furono bruciati i piedi, nel tentativo di fargli dire che fine avesse fatto l'oro che avevano portato via da Tenochtitlan durante la fuga.
Huanitzin fu battezzato prendendo il nome spagnolo cristiano di Diego, ed il patronimico di de Alvarado dal suo mentore battesimale (probabilmente Pedro de Alvarado o uno dei fratelli), il cui zio con cui si era trasferito in America si chiamava Diego de Alvarado.
Cortés catturò Huanitzin con molti altri capi indigeni nel suo viaggio in Honduras. Si salvò dall'esecuzione quando Cuauhtemoc fu impiccato da Cortés assieme a Tetlepanquetzatzin, tlatoani di Tlacopan ed a don Pedro Cohuanacochtzin. Dopo il ritorno di Cortés, Huanitzin fu rilasciato e tornò ad essere il tlatoani di Ecatepec, dove regnò per 14 anni.
Come nipote di un precedente tlatoani, nell'anno 7 coniglio (1538), fu scelto per essere il primo governatore di Tenochtitlan (Messico) da don Antonio de Mendoza, primo viceré della Nuova Spagna. Tenochtitlan era stata senza regnanti ufficiali per circa un anno.
Don Diego de Alvarado Huanitzin morì nel 1541. Tra i suoi figli c'erano doña Juan de Alvarado, che sposò Huehue Totoquihuaztli, tlatoani di Tlacopan; don Cristóbal de Guzmán Cecetzin, che in seguito divenne governatore di Tenochtitlan; don Hernando de Alvarado Tezozomoc, un interprete noto oggi per il Crónica mexicayotl; e doña Isabel, che sposò Antonio Valeriano, anch'esso futuro governatore di Tenochtitlan.

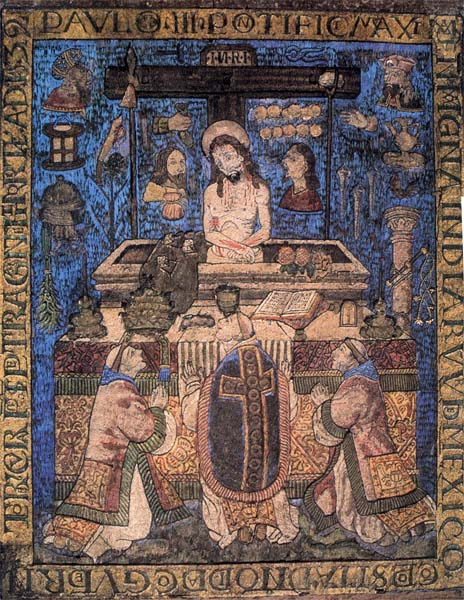
La folla di San Gregorio, probabilmente di Huanitzin

## Folla di San Gregorio
Huanitzin potrebbe essere l'autore della rappresentazione della folla di San Gregorio. Datata 1539, è la più antica opera d'arte creata in Nuova Spagna.